# كينت (أوهايو)
كينت (بالإنجليزية: Kent)‏ هي مدينة أمريكية وهي أكبر مدن مقاطعة بورتج، أوهايو وهي تقع على نهر كوياهوجا شمال شرق أوهايو، تعداد سكانها كان 27,906 في تعداد سنة 2000
ويعتبر التعليم هو أكبر نشاط أقتصادي في المدينة لان بها جامعة كينت التي يعمل بها الكثير من سكان المدينة

## التركيبة السكانية
قام مكتب تعداد الولايات المتحدة بتحديد بيانات التركيبة السكانية لكينت في تعداد الولايات المتحدة. في ما يلي، التركيبة السكانية حسب تعدادي 2000 و2010.

### تعداد عام 2000
بلغ عدد سكان كينت 120 نسمة بحسب تعداد عام 2000، وبلغ عدد الأسر 41 أسرة وعدد العائلات 28 عائلة مقيمة في المدينة. في حين سجلت الكثافة السكانية 624.2 نسمة لكل ميل مربع (241.0/كم2). وبلغ عدد الوحدات السكنية 47 وحدة بمتوسط كثافة قدره 244.5 نسمة لكل ميل مربع (94.4/كم2).
وتوزع التركيب العرقي للمدينة بنسبة 95.83% من البيض و3.33% من عرقين مختلطين أو أكثر.
بلغ عدد الأسر 41 أسرة كانت نسبة 39.0% منها لديها أطفال تحت سن الثامنة عشر تعيش معهم، وبلغت نسبة الأزواج القاطنين مع بعضهم البعض 48.8% من أصل المجموع الكلي للأسر، ونسبة 7.3% من الأسر كان لديها معيلات من الإناث دون وجود شريك، وكانت نسبة 31.7% من غير العائلات. تألفت نسبة 26.8% من أصل جميع الأسر من أفراد ونسبة 12.2% كانوا يعيش معهم شخص وحيد يبلغ من العمر 65 عاماً فما فوق. وبلغ متوسط حجم الأسرة المعيشية 3.46، أما متوسط حجم العائلات فبلغ 2.93.
بلغ العمر الوسطي للسكان 28 عاماً. وكانت نسبة 39.2% من القاطنين تحت سن الثامنة عشر، وكانت نسبة 7.5% بين الثامنة عشر والأربعة وعشرون عاماً، ونسبة 25.8% كانت واقعةً في الفئة العمرية ما بين الخامسة والعشرين حتى الرابعة والأربعين عاماً، ونسبة 17.5% كانت ما بين الخامسة والأربعين حتى الرابعة والستين، ونسبة 10.0% كانت ضمن فئة الخامسة والستين عاماً فما فوق. يوجد لكل 100 أنثى 114.3 ذكر، ويوجد لكل 100 أنثى في الثامنة عشر من عمرها فما فوق 121.2 ذكر.
بلغ متوسط دخل الأسرة في المدينة 30,417 دولار، أما متوسط دخل العائلة فبلغ 36,875 دولار. وكان متوسط دخل الذكور 24,375 دولار مقابل 20,750 دولار للإناث. وسجل دخل الفرد الخاص بالمدينة 10,595 دولار. ولم يكن هناك عوائل تحت خط الفقر، وكانت نسبة 4.7% من غير العوائل تحت خط الفقر،

### تعداد عام 2010
بلغ عدد سكان كينت 81 نسمة بحسب تعداد عام 2010، وبلغ عدد الأسر 36 أسرة وعدد العائلات 24 عائلة مقيمة في المدينة. في حين سجلت الكثافة السكانية 426.3 نسمة لكل ميل مربع (164.6/كم2). وبلغ عدد الوحدات السكنية 39 وحدة بمتوسط كثافة قدره 205.3 لكل ميل مربع (79.3/كم2).
وتوزع التركيب العرقي للمدينة بنسبة 100.0% من البيض.
بلغ عدد الأسر 36 أسرة كانت نسبة 25.0% منها لديها أطفال تحت سن الثامنة عشر تعيش معهم، وبلغت نسبة الأزواج القاطنين مع بعضهم البعض 55.6% من أصل المجموع الكلي للأسر، وكانت نسبة 11.1% من الأسر لديها معيلون من الذكور دون وجود زوجة، وكانت نسبة 33.3% من غير العائلات. تألفت نسبة 25.0% من أصل جميع الأسر من أفراد ونسبة 8.4% كانوا يعيش معهم شخص وحيد يبلغ من العمر 65 عاماً فما فوق. وبلغ متوسط حجم الأسرة المعيشية 2.75، أما متوسط حجم العائلات فبلغ 2.25.
بلغ العمر الوسطي للسكان 42.3 عاماً. وكانت نسبة 22.2% من القاطنين تحت سن الثامنة عشر، وكانت نسبة 2.6% بين الثامنة عشر والأربعة وعشرون عاماً، ونسبة 30.8% كانت واقعةً في الفئة العمرية ما بين الخامسة والعشرين حتى الرابعة والأربعين عاماً، ونسبة 33.3% كانت ما بين الخامسة والأربعين حتى الرابعة والستين، ونسبة 11.1% كانت ضمن فئة الخامسة والستين عاماً فما فوق. وتوزع التركيب الجنسي للسكان بنسبة 54.3% ذكور و45.7% إناث.